# گورگن پیچیکیان
گورگن پیچیکیان (ارمنی: Գուրգեն Փիչիկյան؛ متولد ۱۹۱۶ - درگذشته ۱۹۹۷)، وی از معماران نوگرای ارمنی‌تبار اهل ایران بود.

## زندگی‌نامه
گورگن پیچیکیان معروف به «مهندس گرگین» در ۱۹۱۶ میلادی (۱۲۹۵ خورشیدی) در ولگوگراد به دنیا آمد. و تحصیلات ابتدائی و متوسطه را در زادگاهش، ولگوگراد گذرانید. وی در هفده سالگی به همراه خانواده خود به ایران آمد.
در سال ۱۹۴۶ (۱۳۲۵) به عنوان نقشه‌کش در بانک ملی ایران استخدام شد و در سال ۱۹۶۲ (۱۳۴۱) به سمت رئیس دایره معماری اداره ساختمان بانک ملی منصوب شد.
وی در ۱۹۹۷ (۱۳۷۶) در سن ۸۱ سالگی در تهران درگذشت.

## آثار
آثار وی عبارت اند از:
- بیمارستان بانک ملی تهران
- شعبه بانک ملی ایران در دبی
- ساختمان چاپخانهٔ مرکزی بانک مرکزی
- جامعه الزهرای قم
- مصلای قم
- دانشکده پزشکی قم
- ساختمان‌های اولیه آسایشگاه کهریزک
- کارخانه مینو
- ساختمان نابینایان تهران
- مجتمع‌های مسکونی وزارت امور خارجه در پاکستان و جده